# Abu Madyan

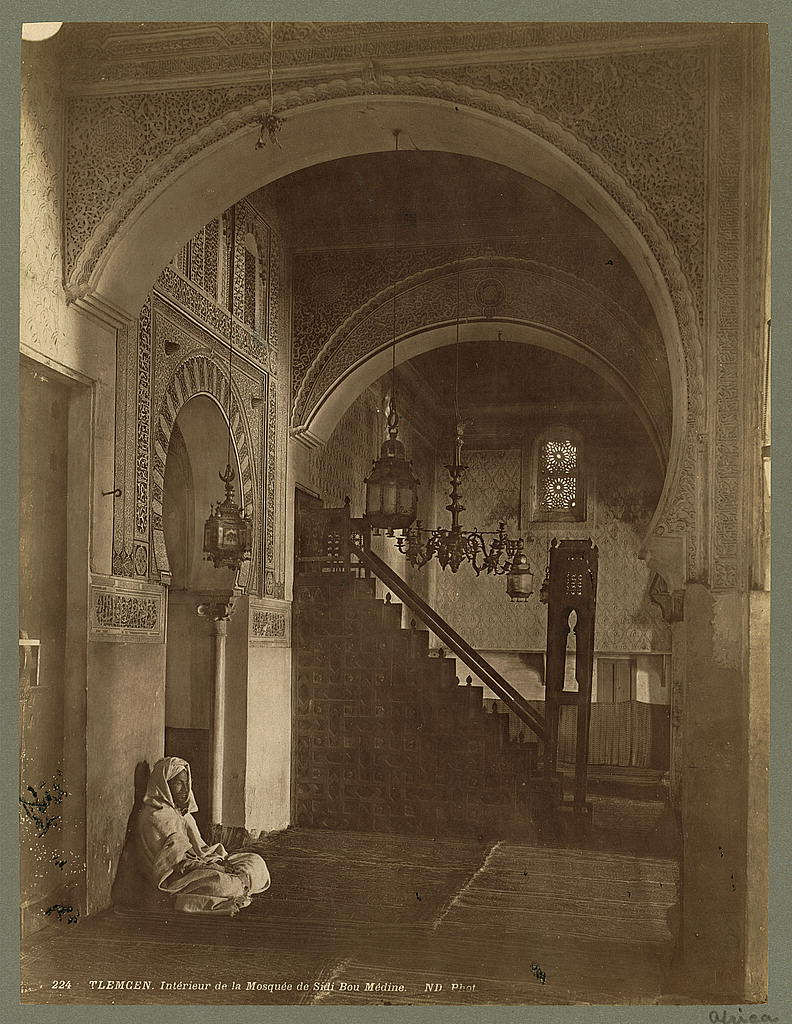
Mezquita de Abu Madyan
Tlemecén, Argelia

Abū Madyan, Šu‛ayb b. al-Ḥusayn al-Anṣārī fue un sufí de origen andalusí nacido en Cantillana, provincia de Sevilla circa 1116. Fallecido en Tlemecén, Argelia, en el 1198.

## Biografía
Nacido en Cantillana (Sevilla) en 1116, en el seno de una familia modesta en al-Ándalus. Huérfano, cuando aún era un niño, trabajó para sus hermanos como pastor de ovejas, pero desde muy joven sintió el deseo del conocimiento, por lo que huyó de su casa, y tras pasar por Sevilla y Jerez, se embarcó en Algeciras hacia la otra orilla del Mediterráneo. Trabajó en Ceuta como pescador y en Marrakech fue obligado a enrolarse en la guardia personal del sultán. En cuanto pudo marchó a Fez donde se inició en los estudios coránicos. Allí se formó con grandes eruditos de las ciencias islámicas exotéricas y esotéricas como Ibn Hirzihim o Abu Gálib. Posteriormente conoció a Abu Ya'za, con el que, después de un largo periodo de su vida, alcanzó la plena realización espiritual y se convirtió en maestro de otros sufíes. En el periodo de su formación estudió las obras de los sufíes orientales como al-Muhasibi o al-Ghazali. Al morir su maestro Abu Ya'za partió hacia Oriente, pero se estableció en Bugía hacia 1177, donde habitaba una importante comunidad de emigrantes andalusíes y donde derramó su sabiduría y santidad entre sus numerosos discípulos y el pueblo en general, especialmente entre aquellos que se acercaban a sus «sesiones de admonición», en las que trataba asuntos de diversa índole, incluyendo los temas doctrinales o políticos. Nunca fue bien visto por las autoridades locales (religiosas y políticas), sobre todo por su defensa de la justicia social y de la necesidad de la sinceridad para los que ejercieran el liderazgo social o político. Para él, los verdaderos sultanes, señores o príncipes eran los fuqara (los pobres o sufíes). Su fama se extendía por todo el Magreb y al-Ándalus.
De diferentes partes del occidente islámico acudían numerosos buscadores (salik). Cuentan las narraciones que de su mano alcanzaron la estación de la certeza (o realización espiritual) más de trescientos santos, que se distribuyeron por diferentes zonas del mundo islámico. Entre ellos destacan Abu Ya'far Sidibuna, Abd-l-Salam Ibn Mashish, maestro, a su vez, de Abu Hasan al-Shadhili (m. 1258), Ibn Qunfud, al-Mahdawi, Muhammad ibn al-Haŷŷaŷ... Ibn Arabi siempre se consideró discípulo de Abu Madyan: era su «maestro por excelencia», aunque no llegó a conocerlo físicamente. Lo consideraba «el Heraldo del camino espiritual de Occidente».
Abu Madyan realizó una singular síntesis de todo el sufismo de su época (oriental, andalusí y magrebí) y le dio una nueva orientación. Para él, que se consideraba un faquir (pobre, que solo necesita a Dios), “el sufismo no es la (mera) observancia de reglas, ni consiste (solo) en el progreso a través de los estados. En su lugar, el sufismo supone integridad personal, generosidad de espíritu, la emulación de lo que ha sido revelado, conocimiento del Mensaje (y seguimiento del Camino de los Profetas)”. Puso énfasis en la ortopraxis, en la conducta moral, aunque su vía espiritual también estaba orientada al conocimiento, a la doctrina esotérica y la iluminación gnóstica. El objetivo fundamental de su enseñanza era llegar a Dios, vivir su proximidad y su Presencia. A ello está encaminado su método espiritual, a la vez que dio gran importancia a la proyección social de sus discípulos: a la generosidad y solidaridad con los demás por medio de la ética de la fraternidad (futuwwa) y el compromiso con los demás. Abu Madyan veía que la sociedad humana debería estar presidida por la sinceridad, en la que los fuqara “debían actuar como guías de la sociedad, alegres, con clemencia de corazón y compasivos con las criaturas de Dios”. Se puede afirmar que Abu Madyan fue un hombre libre (desapegado del mundo), que se esforzó durante toda su vida en buscar la Verdad y cumplir la Voluntad de Dios, como buen musulmán. «No eres plenamente libre mientras quede en ti un ápice de tu egoísmo», nos dice en uno de sus aforismos.
Falleció en 1198 en Tremecén, camino de Marrakech, pues había sido llamado por el califa almohade (Abu Yúsuf Ya‘qub al-Mansur) para responder de las muchas acusaciones que pesaban contra él (hereje, heterodoxo, blasfemo y de quererse convertir en el Mahdí). Su tumba, localizada a las afueras de esta ciudad argelina (en al-'Ubbad) se mantiene hoy en día, siendo un lugar de visita piadosa. Allí se erigió en su memoria un mausoleo, una mezquita, una madraza y un hammam: un conjunto arquitectónico, que es joya del arte islámico universal de estilo hispano-magrebí. Tremecén lo considera desde su muerte su santo patrón.
Abu Madyan forma parte indisoluble de la cultura argelina y magrebí, por extensión, y es un andalusí de renombre universal.

## Obras
Abu Madyan no dejó ninguna obra escrita, pero sus enseñanzas fueron recogidas por sus seguidores. Se conservan:
- Sus aforismos (hikam), de los que existen numerosos manuscritos. Han sido editados por V. Cornell en su The Way of Abu Madyan. Existe una edición en árabe (véase bibliografía) y el Shaij Mustafa al-'Alawi les ha dedicado un comentario a sus 180 aforismos: "El fruto de las palabras inspiradas», editada por Almuzara, 2007.
- Su Diwan o poemario. Ha sido editado en Damasco como recopilación de la tradición oral que existe de sus poemas.
- La tradición oral, que ha sido recogida en la obra de su alumno Ibn Qunfud, Uns al-faqir y por Abu Ya'far Sidibuna en su Kitab al-shihab.